# جلال السعيد
جلال مصطفى محمد السعيد هو وزير النقل المصري السابق بوزارة شريف إسماعيل، وشغل سابقاً منصب محافظ الفيوم ثم وزير النقل في وزارة كمال الجنزوري الثانية ثم محافظ القاهرة.

## نشأته
من مواليد محافظة الشرقية عام 1948، وتخرج من كلية الهندسة جامعة القاهرة قسم مدني عام 1971، وحصل على ماجستير من جامعة القاهرة. ثم حصل على ماجستير في مجال هندسة النقل والمرور من جامعة ماك ماستر الكندية، والدكتوراة من جامعة ووترلو الكندية في مجال التخطيط الاستراتيجي للنقل عام 1979.

## حياته المهنية
- هو أستاذ زائر بقسم الهندسة المدنية من 1981 إلى 1990 بجامعة ووترلو الكندية.
- نائب مدير جامعة الكويت من 1986 إلى 1990.
- خبير دراسات تخطيط النقل وهندسة الطرق من 1991 بمركز بحوث التنمية والتخطيط التكنولوجي التابع لجامعة القاهرة.
- أستاذ تخطيط النقل وهندسة الطرق من 1991.
- رئيس مجلس قسم الهندسة المدنية من 2001 إلى 2003.
- عميد كلية الهندسة من 1992 إلى 2001.
- نائب رئيس جامعة القاهرة لشئون فرع الفيوم من 2003 إلى 2005.
- رئيس جامعة الفيوم من 2005 إلى 2008.
- عضو المجلس الأعلى للجامعات الخاصة من 2007.
- محافظ الفيوم من 2008 إلى 2011.
- وزير النقل من 7 ديسمبر 2011 حتى 2 أغسطس 2012 في وزارة كمال الجنزوري الثانية.
- محافظ القاهرة من 13 أغسطس 2013 حتى 23 مارس 2016.
- وزير النقل من 23 مارس 2016 حتى 16 فبراير 2017 في وزارة شريف إسماعيل.[2]